# Guillermina López Bendito
Guillermina Elisa López Bendito (Santo Domingo, 1975) es una investigadora y neurocientífica española. Fue galardonada en 2023 con el Premio Rei Jaume I de Investigación Médica.

## Biografía
López Bendito, nacida en Santo Domingo, donde sus padres españoles se había exiliado, realizó los estudios de Biología en la Universidad de Alicante y el doctorado en Neurociencias en el Instituto de Neurociencias, centro mixto de la Universidad Miguel Hernández de Elche y el Consejo Superior de Investigaciones Científicas (CSIC)  (2000), con la tesis Expresion de receptores de glutamato y gaba durante el desarrollo de la corteza cerebral. Después marchó al Reino Unido donde completó su formación trabajando como investigadora postdoctoral en el Departamento de Anatomía Humana y Genética de la Universidad de Oxford entre 2001 y 2004. Regresó a España con un contrato como investigadora científica Ramón y Cajal del  CSIC entre 2004 y 2007. En la actualidad (2018) es líder de grupo CSIC y dirige el grupo Desarrollo, Plasticidad y Regeneración de los Circuitos Talamocorticales del Instituto de Neurociencias.
Su labor investigadora se ha centrado en el campo de la neurociencia, y en particular en el desarrollo de las conexiones talamocorticales en el sistema nervioso, la función del tálamo en el desarrollo y formación de las cortezas sensoriales, y los mecanismos implicados en procesos de plasticidad cortical después de la pérdida sensorial. Ha publicado más de cincuenta trabajos en revistas científicas de alto impacto.
Entre los premios y reconocimientos que ha recibido Guillermina López por su trabajo científico, se encuentran, entre otros, su nombramiento como miembro vitalicio de la Organización Europea de Biología Molecular, el Premio Fundación Banco Sabadell a la Investigación Biomédica 2020, la Distinción al Mérito Científico de la Generalidad Valenciana de 2018 «como reconocimiento de su amplía trayectoria científica e investigadora en la comprensión de las conexiones entre el tálamo y la corteza cerebral y los mecanismos que permiten el procesamiento de la información sensorial», el premio Joseph Altman en Neurociencia del Desarrollo otorgado en 2018 por la Sociedad Japonesa de Neurociencia; el premio internacional IBRO-Kemali para investigadores menores de 45 años, otorgado en 2017 por la Fundación IBRO Dargut & Milena Kemali, o la financiación con dos millones de euros concedida en 2015 por el Consejo Europeo de Investigación para el Proyecto Sensorthalamus.